# A. J. 그린

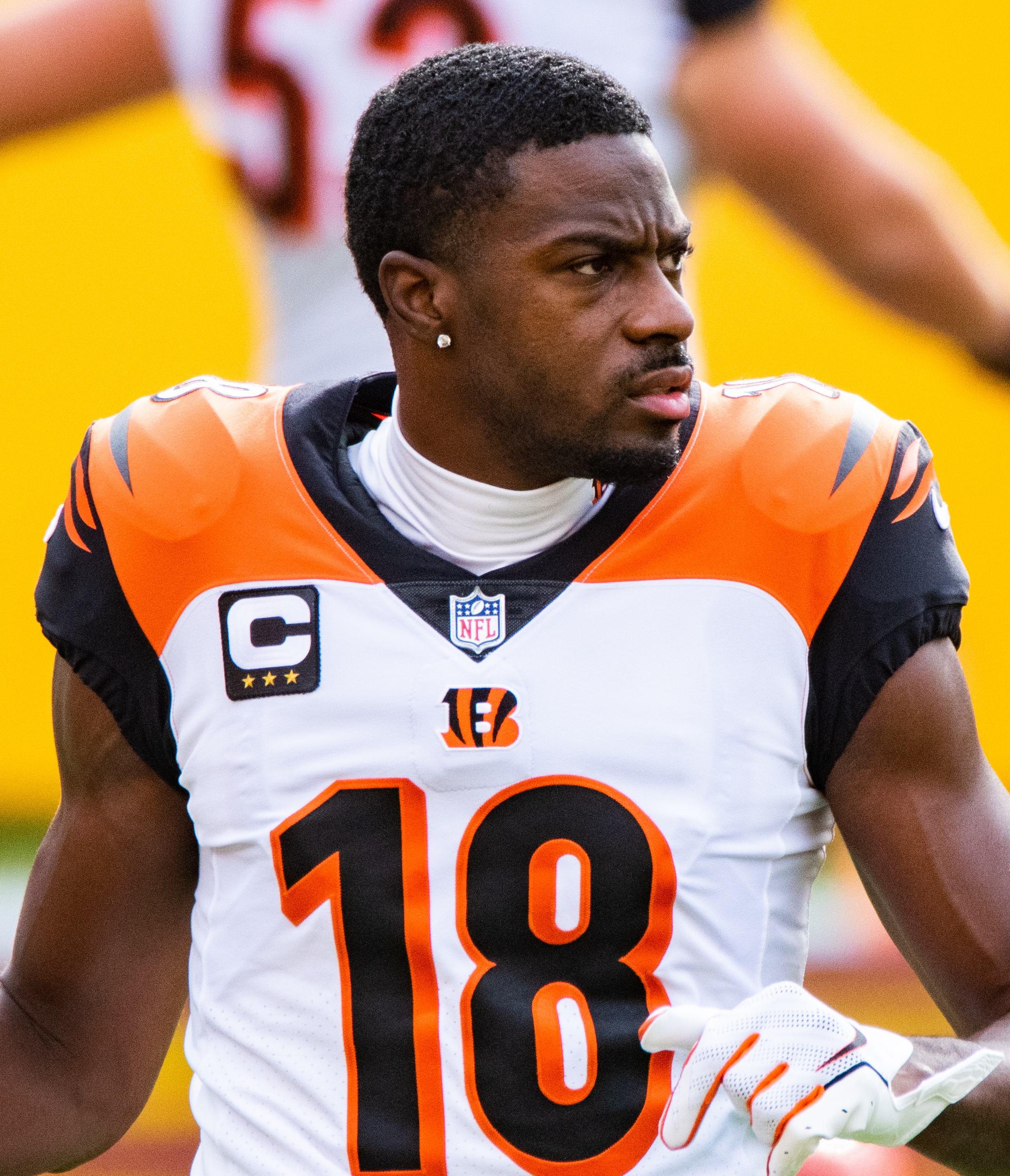
2020년 모습

A. J. 그린(A. J. Green, 본명: Adriel Jeremiah Green, 1988년 7월 31일 ~ )은 주로 신시내티 벵골스에서 12시즌 동안 내셔널 풋볼 리그(NFL)에서 뛰었던 미국의 전 축구 와이드 리시버이다. 조지아 불독스(Georgia Bulldogs)에서 대학 축구를 하여 1군 올 아메리칸(All-American) 영예를 얻었다. 그린은 2011년 NFL 드래프트에서 전체 4순위로 벵갈스에 선발되었으며, 그곳에서 그는 2년 동안 애리조나 카디널스에 합류하기 전까지 10시즌을 보냈다. 2023년 그린은 벵갈스와 1일 계약을 체결하고 공식적으로 신시내티 구단의 일원으로 은퇴했다.
벵골스와의 첫 시즌에 그린은 2012 프로 볼(Pro Bowl)을 8년 만에 프로 볼에 출전한 최초의 신인 리시버가 되었으며, 경력 전반에 걸쳐 총 7번의 프로 볼 출전을 기록했다. 2011년부터 2013년까지 그린은 NFL 역사상 첫 3시즌 동안 다른 어떤 선수보다 더 많은 패스(260개)를 잡았는데, 이 기록은 나중에 자비스 랜드리(Jarvis Landry)와 오델 배컴 주니어(Odell Beckham Jr., 288개)에 의해 깨졌다. 그는 6시즌 동안 1,000개 이상의 리시빙 야드를 기록했다.
그린은 2021년 카디널스와 계약을 맺고 벵골스 경력을 프랜차이즈 역사상 채드 존슨(Chad Johnson)에 이어 리시빙 야드, 터치다운 및 리셉션 부문에서 2위로 마쳤다.